# Alianza para el Progreso del Perú
La Alianza para el Progreso del Perú fue una alianza electoral de Perú formado para participar en las elecciones generales del 2016, dominado por el partido homónimo Alianza para el Progreso y liderado por el exgobernador de la La Libertad César Acuña Peralta.

## Conformación de la Alianza
Iba a postular a César Acuña a la Presidencia de la República, junto a Anel Townsend y Humberto Lay como candidatos a la Vicepresidencia de la República.
El candidato presidencial César Acuña fue excluido de las elecciones por decisión del Jurado Electoral por presunta compra de votos en una campaña electoral.
Los partidos políticos que conformaron esta alianza fueron:
| Partido | Partido                  | Ideología principal  | Líder            |
| ------- | ------------------------ | -------------------- | ---------------- |
|         | Alianza para el Progreso | Conservadurismo      | César Acuña      |
|         | Restauración Nacional    | Evangelicalismo      | Humberto Lay     |
|         | Somos Perú               | Democracia Cristiana | Fernando Andrade |

La plancha presidencial iba a estar conformada de la siguiente manera:
| Candidatos  | Candidatos          | Candidatos          |
| Presidencia | 1.a Vicepresidencia | 2.a Vicepresidencia |
| ----------- | ------------------- | ------------------- |
| César Acuña | Anel Townsend       | Humberto Lay        |

## Resultados electorales

### Elecciones presidenciales
| Año  | Fórmula presidencial | Fórmula presidencial | Fórmula presidencial | Fórmula presidencial | Votos | %   | Resultado | Notas                        |
| Año  | Presidente           | Presidente           | Vicepresidentes      | Vicepresidentes      | Votos | %   | Resultado | Notas                        |
| ---- | -------------------- | -------------------- | -------------------- | -------------------- | ----- | --- | --------- | ---------------------------- |
| 2016 |                      | César Acuña          | 1.º                  | Anel Townsend        | N/A   | N/A | N/A       | Su candidatura fue excluida. |
| 2016 | 2.º                  | César Acuña          | Humberto Lay Sun     |                      | N/A   | N/A | N/A       | Su candidatura fue excluida. |

### Elecciones parlamentarias
| Año  | Congresistas | Congresistas    | Congresistas | Resultado | Notas |
| Año  | Votos        | %               | Escaños      | Resultado | Notas |
| ---- | ------------ | --------------- | ------------ | --------- | ----- |
| 2016 | 1 125 682    | \| \| 9.23 % \| | 9/130        | 4.º       |       |
|      | 9.23 %       |                 |              |           |       |

### Elecciones al Parlamento Andino
| Año  | Votos   | %               | Escaños | Posición | Notas |
| ---- | ------- | --------------- | ------- | -------- | ----- |
| 2016 | 763 792 | \| \| 7.57 % \| | 0/5     | 6.º      |       |
|      | 7.57 %  |                 |         |          |       |

En las elecciones al Congreso del 10 de abril, la alianza obtuvo el 9% del voto popular y 9 de 130 escaños.

## Congresistas elegidos por la Alianza para el Progreso del Perú
Todos de Alianza para el Progreso. 
| Región      | Nombre                | Número de Votos |
| ----------- | --------------------- | --------------- |
| Ancash      | Ricardo Narváez       | 20,941          |
| Cajamarca   | César Vásquez Sánchez | 11,971          |
| Cusco       | Benicio Ríos          | 31,559          |
| La Libertad | Richard Acuña         | 103,864         |
| La Libertad | Gloria Montenegro     | 25,599          |
| Lima        | Edwin Donayre¹        | 48,602          |
| Lima        | Luis Iberico²         | NA              |
| Lima        | Julio Rosas Huaranga  | 27,237          |
| Piura       | Marisol Espinoza      | 18,235          |
| San Martín  | César Villanueva      | 25,607          |

- ¹Suspendido
- ²Reemplazó a Edwin Donayre en mayo del 2019.